# VirusTotal
VirusTotal è un sito web che permette l'analisi gratuita di files e/o URLs per scovarne virus o malwares all'interno. Utilizza più di 70 software di antivirus tra cui Kaspersky, Avira, BitDefender, AVG, ESET, G-Data, Comodo, Malwarebytes e McAfee. VirusTotal permette l'invio di files di dimensione massima di 650 MB. Il 7 settembre 2012 è stato annunciato l'acquisto di VirusTotal da parte di Google.

## Motori di ricerca di antivirus usati
- AhnLab (V3)
- Antiy Labs (Antiy-AVL)
- eSafe
- Avast!
- Commtouch Command Antivirus
- AVG
- Avira AntiVir
- BitDefender
- Quick Heal
- ClamAV
- Comodo
- CA Technologies Vet
- Dr. Web
- Emsisoft Anti-Malware
- ESET NOD32
- FortiGate
- F-Prot
- F-Secure
- G Data
- Hacksoft (The Hacker)
- Hauri (ViRobot)
- Ikarus Software (Ikarus)
- INCA Internet (nProtect)
- K7 Computing (K7AntiVirus)
- Kaspersky Lab
- McAfee (VirusScan)
- Microsoft (Malware Protection)
- Norman Antivirus
- Panda Security (Panda Platinum)
- PC Tools
- Prevx (Prevx1)
- Rising Antivirus
- Secure Computing (SecureWeb)
- Sophos (SAV)
- Sunbelt Software (Antivirus)
- Norton Antivirus
- Trend Micro
- VirusBlokAda (VBA32)
- VoipBuster